# 程浩駿
程浩駿（英語：Hellston Ching，1994年1月28日—），現為無綫電視基本藝人合約男藝人，香港浸會大學電影學院（表演系）畢業，曾為2017年第29期無綫電視藝員訓練班學員。經常演出流氓、黑社會打手角色而被稱為「古惑仔專員」。

## 演出作品

### 劇集（TVB）
- 愛上我的衰神 飾 鍾志斌（忌廉賓）[5][6][7]
- 痞子殿下 飾 虎
- 白色強人II 飾 大軍（第30集）
- 黯夜守護者 飾 遊戲角色人物（第5、7、8、20集）
- 超能使者 飾 文
- 新四十二章 飾 手下、賊
- 隱門 飾 耳手下、豹手下
- 非常檢控觀 飾
- 羅密歐與祝英台 飾 魯土
- 巾幗梟雄之懸崖 飾 曹大虎
- 奪命提示 飾 葉桐輝

### 綜藝（TVB）
- 七線人棄王（固定主持）[3][4][8]
- 開心無敵獎門人（固定主持） [2]
- 不可能任務
- 獎門人Happy Summer感謝祭
- 獎門人Halloween感謝祭

## 外部連結
- 程浩駿在tvb.com的資料
- 程浩駿的Instagram帳戶